# Trupanea queenslandensis
Trupanea queenslandensis är en tvåvingeart som beskrevs av Hardy och Drew 1996. Trupanea queenslandensis ingår i släktet Trupanea och familjen borrflugor. Inga underarter finns listade i Catalogue of Life.